# Предвидение
Предвидение в науке — футурологический метод определения, описания объектов, явлений физической реальности, социальных процессов, несуществующих на момент исследования, которые могут появиться и быть обнаружены и изучены в будущем.

## История предвидения
Предвидение возникло из донаучных форм — пророчеств и предсказаний, известных ещё в древности. С развитием науки в XV—XVII вв. стало появляться научное предвидение, основой которого является научный метод, определяющий цепочку логически взаимосвязанных причинно-следственных связей, из которых можно сделать определённый вывод относительно будущего.
Научное предвидение основывается на выявлении закономерностей развития явления или события, когда известны причины его зарождения, формы функционирования и ход развития. Достаточно локализованное по времени предвидение, основанное на достаточно полной информации обычно называется предсказанием, например такие предсказания делались относительно свойств ещё не открытых химических элементов, на основе периодического закона. В случаях большого временного периода, при недостатке исходных данных или большой сложности системы используется вероятностно-статистический, а не детерминистический метод предвидения. Детерминистические методы обычно применяются в таких науках, как классическая физика, химия, механика, ряд разделов астрономии и т. п. Вероятностно-статистические методы прогнозирования для научного предвидения используются в таких областях, как квантовая физика, экономика, политика, психология и др., для предсказания явлений в сложных системах, подвергающихся воздействию многочисленных факторов.

## Проблема предвидения в цифровую эру
Скорость развития технологий в цифровую эпоху крайне сужает горизонты научного предвидения.
На рубеже XX—XXI вв. научно-технический прогресс в области инфокоммуникаций достиг критических скоростей. Это проявилось в том, что современное поколение вынуждено жить в реалиях, когда революционные трансформации происходят множество раз на протяжении его жизни.